# Estigmene menthastrina
Estigmene menthastrina är en fjärilsart som beskrevs av Martyn 1797. Estigmene menthastrina ingår i släktet Estigmene och familjen björnspinnare. Inga underarter finns listade i Catalogue of Life.